# 貝爾維迪爾 (內布拉斯加州)
貝爾維迪爾（英語：Belvidere）是位於美國內布拉斯加州塞耶縣的村。

## 人口
根據2020年美國人口普查的數據，貝爾維迪爾的面積為1.21平方千米，皆為陸地。當地共有人口51人，而人口密度為每平方千米42人。